# Manuel Ducassi
Manuel Ducassi (Madrid, 1819 - 1844) fou un compositor espanyol reconegut com a notable professor de violoncel al Conservatori de Madrid.
És autor de les òperes: 
- Semiramide ricosnosciuti;
- Tennisto è Polivete;
- Gabriela de Vergi, de les quals només l'última arribà a estrenar-se.